# Theodor Dorsten

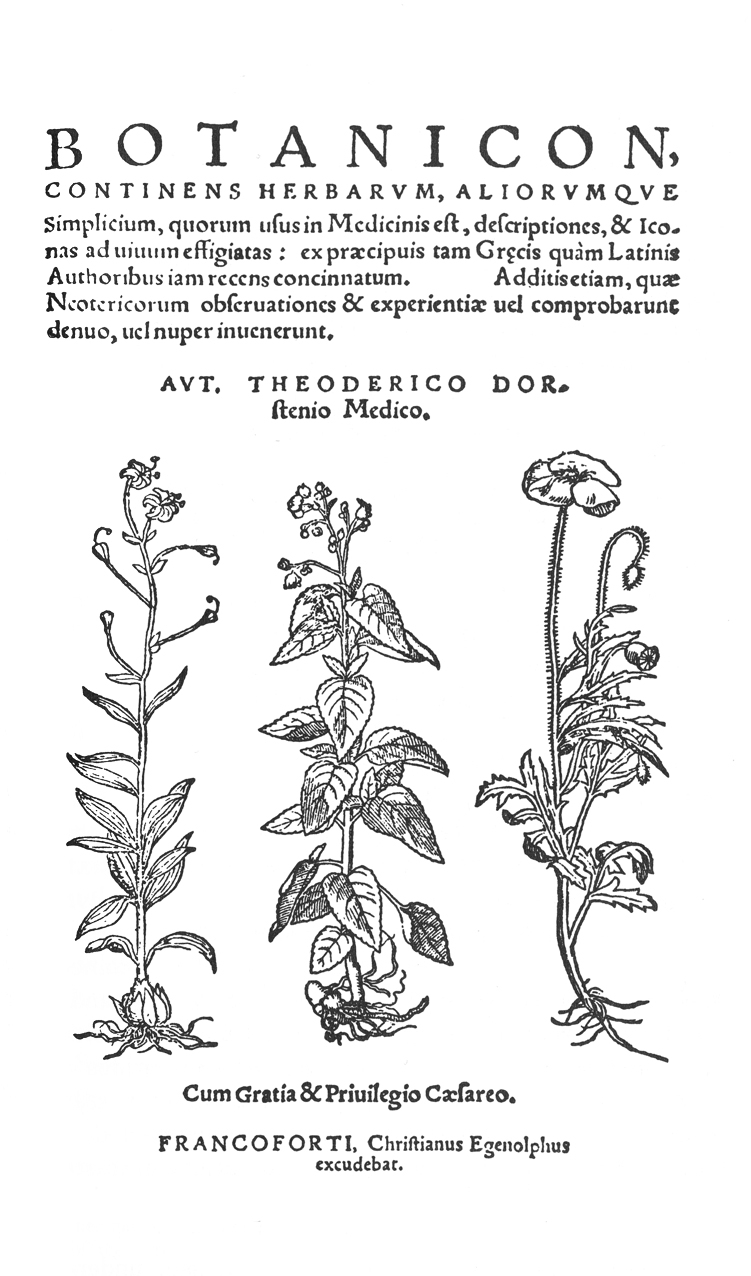
Botanicon de Theodor Dorsten.

Theodor Dorsten, en realidad Theodor Gluntius (Dorsten, 1492 o 1500 a 1505 - 1552), fue un botánico y médico alemán.
Nació en Dorsten, y fue profesor de medicina en la Universidad de Marburgo. El editor alemán, Christian Egenolph de Fráncfort del Meno, que se especializaba en la publicación de libros ilustrados sobre botánica, le confió a Dorsten el cuidado de hacer una reimpresión enriquecida de Kreutterbuch von allem Erdtwæchs publicada por Eucharius Rösslin en 1533. Publicó en 1540, su Botanicon, continens herbarum, aliorumque simplicum, quorum usus in medicinis est, descriptiones, & iconas ad vivum effigiatas. Más tarde, la obra sería enriquecida, el hermano de Egenolph: Adam Lonitzer.

## Eponimia
- (Moraceae) Dorstenia L. ex Plum.[1]